# Sa gosse
Sa gosse est un film français réalisé par Henri Desfontaines, sorti en 1919.

## Fiche technique
- Titre : Sa gosse
- Réalisation : Henri Desfontaines[1]
- Scénario : André Legrand[1]
- Photographie : Georges Specht[1]
- Société de production : Royal Films[1]
- Distribution : Ciné-Location Eclipse[1]
- Format : noir et blanc[2] - muet[2]
- Genre : drame[2]
- Durée : 50 minutes[2]
- Date de sortie : 26 septembre 1919[1]

## Distribution
Source : cinema.encyclopedie.films.bifi.fr
- Elmire Vautier : Georgette Diva
- Rolla Norman : Jacques de Villaine
- Odette : l'enfant
- Maurice Schutz
- Hietta Stella
- Henri Desfontaines